# Буніла
Буніла (рум. Bunila) — село у повіті Хунедоара в Румунії. Адміністративний центр комуни Буніла.
Село розташоване на відстані 303 км на північний захід від Бухареста, 27 км на південний захід від Деви, 139 км на південний захід від Клуж-Напоки, 112 км на схід від Тімішоари.

## Населення
За даними перепису населення 2011 року у селі проживали 50 осіб, усі — румуни. Усі жителі села рідною мовою назвали румунську.